# Steve Schirripa
Steven Ralph „Steve” Schirripa (Bensonhurst, Brooklyn, New York, 1957. szeptember 3. –) amerikai színész, producer, író.
Legismertebb szerepe Bobby Baccalieri az HBO Maffiózók című sorozatából. Az ID Investigation Discovery csatornán a Karma's A B*tch! és az Ez csak üzlet című műsorok producere és műsorvezetője volt. Emellett gyakori szereplője volt Az amerikai tini titkos élete sorozatnak, illetve szinkronszínészként a Nagyon vadon 2. és Nagyon vadon 3. animációs filmek Robertójának kölcsönözte hangját. Pályafutása során több reklámfilmben is látható volt (Lamisil, Dick's Sporting Goods, McDonald’s).

## Élete

### Származása, tanulmányai
Schirripa Brooklyn Bensonhurst részében született. Apja olasz, anyja zsidó származású volt. Apai nagyszülei az olaszországi Riace-ből származtak.

### Pályafutása

#### Film és televízió
Első filmszerepét Las Vegas-ban dolgozva kapta, amikor Martin Scorsese Casino című klasszikusában egy bár vendégét alakította abban a jelenetben, amelyben Nicky Santoro (Joe Pesci) egy tollal leszúr egy embert.
Ezután Schirripa több kisebb szerepet játszott olyan filmekben, mint a Runner vagy a Kismocsok. Az igazi áttörést azonban a Maffiózókban eljátszott Bobby Baccalieri szerepe hozta meg számára. Az HBO sorozatában Tony Soprano kissé nehézfejű, de szerethető sógorát alakította öt évadon keresztül.
A Maffiózók mellett az Angel, Star Trek: Enterprise, Joey, Esküdt ellenségek, Különleges ügyosztály (Esküdt ellenségek: Meggyalázott áldozatok), Életem értelmei, Ed, George Lopez és Férjek gyöngye című televíziós sorozatok egyes részeiben is látható volt. Az Aqua Teen Hunger Force című animációs sorozat egyik epizódjában Maffiózókbeli kollégájával, Vincent Pastore-val szerepelt együtt.
A televíziós sorozatok mellett több szórakoztató műsorban is szerepelt (Million Dollar Password, Pyramid, Casino Cinema Hollywood Squares Jeopardy! Tim and Eric Awesome Show, Great Job!).
Schirripa gyakori vendége volt a Don Imus radióműsornak. 2007 februárjában a Spike TV Total Nonstop Action Wrestling című wrestlingműsorában is felbukkant, a Dudley Boyz csapat unokatestvérét alakítva. 2007 októberében a The Podge and Rodge Show-ban volt látható. Jay Leno műsorában (The Tonight Show) Steve, az ítélkező gazember (Steve the Judgmental Bastard) néven rövid utcai interjúkat készített. A The Gong Show with Dave Attell című műsorban tagja volt a hírességekből álló zsűrinek.
2008 és 2013 között az ABC Family-n futó Az amerikai tini titkos élete című sorozat egyik főszereplőjének apját, Leo Boykewick-et alakította.
2009-ben Maffiózókbeli színésztársával, Frank Vincent-tel a Csillagkapu: Atlantisz Vegas című epizódjában volt látható, illetve az Én a tied, pénz a mienk című filmben Melissa Joan Hart és Joey Lawrence oldalán egy Majom nevű gengsztert alakított.
Rövid ideig az NBC Today Show-jának is társműsorvezetője volt, amikor Hoda Kotb-ot helyettesítette Kathie Lee Gifford oldalán. Emellett több alkalommal volt tudósítója és vendége a műsornak. Ugyancsak az NBC-n futott a Face the Ace című pókerműsor, melynek 2009. augusztus 1-jétől volt a házigazdája.
2010 őszén, Schirripa vendégszereplőként volt látható a Lil DPC című rövid internetes vígjátékban. A Michael Ratner rendezte alkotásban Fat Joe rap-előadó és a Blink-182 tagja, Mark Hoppus is látható.
Schirripa a műsorvezetője és narrátora a megtörtént bűneseteket, bérgyilkosságokat bemutató Nothing Personal című televíziós sorozatnak, amely az Egyesült Államokban először az Investigation Discovery csatornán, az Egyesült Királyságban pedig a History-n került bemutatásra. 2013 áprilisától Schirripa egy másik műsor házigazdája is (Karma's a B*tch!).
Ezek mellett a McDonald’s epres limonádéját népszerűsítő reklámban is szerepelt, illetve a Csúcsmodellek amerikai változatában is látható volt.
A 2013 májusában bemutatott Nicky Deuce Nickelodeon-film egyik írójaként tevékenykedett Charles Fleming forgatókönyvíró oldalán, illetve Frankie bácsi szerepét is eljátszotta. A filmben több egykori Maffiózókbeli kollégája is feltűnik (James Gandolfini, Michael Imperioli, Tony Sirico, Vincent Curatola).
Ugyanebben az évben a Pete Hamill forgatókönyve alapján és Bob Giraldi rendezésében készült A Poet Long Ago című rövidfilmben is játszott. A film számos filmfesztiválon szerepelt sikeresen.
2014-ben Joey Giordano szerepét alakította az ABC Black Box című sorozatában, az Amerikai fater című rajzfilmsorozat egy epizódjában pedig szinkronszínészként működött közre. Ugyanebben az évben a Clint Eastwood rendezte Jersey Boys-ban Vito szerepét játszotta el. A 2015-ös Chasing Yesterday című filmben Ed atyát alakította. 

#### Színház
2014. április 3-án a Guys and Dolls című musicalben Nathan Lane, Patrick Wilson és Megan Mullally oldalán lépett színpadra a Carnegie Hall-ban.

#### Uncle Steve’s Italian Specialties
2014-ben Uncle Steve's Italian Specialties Group néven elindította saját vállalkozását, amely olasz szószok gyártásával és forgalmazásával foglalkozik. A háromféle (marinara, bazsalikomos paradicsom, arrabbiata) szósz az Egyesült Államok számos pontján megvásárolható, illetve interneten is megrendelhető.

## Szerepei

### Film
| Film | Film                              | Film                                          | Film                                       | Film                                                 |
| Év   | Magyar cím                        | Eredeti cím                                   | Szerep                                     | Megjegyzés                                           |
| ---- | --------------------------------- | --------------------------------------------- | ------------------------------------------ | ---------------------------------------------------- |
| 1995 |                                   | Casino                                        | Férfi a bárban                             | Nem szerepel a stáblistán                            |
| 1997 |                                   | Highway to Vegas                              | Testőr                                     |                                                      |
| 1998 | Félelem és reszketés Las Vegasban | Fear and Loathing in Las Vegas                | Bűnöző                                     |                                                      |
| 1998 | Szex a lelke mindennek            | Denial                                        | Esküvői tanu                               |                                                      |
| 1998 | Isten hozta Hollywoodban          | Welcome to Hollywood                          | Riviera Hotel szórakoztatóipari igazgatója |                                                      |
| 1999 |                                   | Speedway Junky                                | Biztonsági őr                              |                                                      |
| 1999 |                                   | Detroit Rock City                             | Nagydarab tökfej                           |                                                      |
| 1999 | Runner                            | The Runner                                    | Vendéglátó                                 |                                                      |
| 1999 |                                   | The Debtors                                   | The Crapsman                               |                                                      |
| 1999 | Ilyen a boksz                     | Play It to the Bone                           | Vendég a bulin                             |                                                      |
| 2000 | Flintstones 2. – Viva Rock Vegas  | The Flintstones in Viva Rock Vegas            | Krupié                                     |                                                      |
| 2001 | Kutyafuttában                     | See Spot Run                                  | Arliss                                     | Steven R. Schirripa néven szerepel a stáblistán      |
| 2001 |                                   | Alex in Wonder                                | Steve                                      |                                                      |
| 2001 | Kismocsok                         | Joe Dirt                                      | Hood                                       | Steven Schirripa néven szerepel a stáblistán         |
| 2003 |                                   | High Roller: The Stu Ungar Story              | Anthony                                    | Steven R. Schirripa néven szerepel a stáblistán      |
| 2004 |                                   | What Are the Odds                             | Tony                                       | Rövidfilm 1 díj (Lásd: Díjai és elismerései szakasz) |
| 2005 |                                   | Duane Hopwood                                 | Steve                                      |                                                      |
| 2005 | Kutyátlanok kíméljenek            | Must Love Dogs                                | Vinnie                                     | Steven R. Schirripa néven szerepel a stáblistán      |
| 2005 |                                   | Meet the Mobsters                             | Tony                                       | Steven R. Schirripa néven szerepel a stáblistán      |
| 2008 | Nagyon vadon 2.                   | Open Season 2                                 | Roberto                                    | Animációs film; Szinkronhang                         |
| 2009 |                                   | The Hungry Ghosts                             | Frank                                      |                                                      |
| 2009 |                                   | Jordon Saffron: Taste This!                   | Louie                                      | 1 díj (Lásd: Díjai és elismerései szakasz)           |
| 2010 | Azután                            | Hereafter                                     | Carlo, szakács oktató                      | Steven R. Schirripa néven szerepel a stáblistán      |
| 2010 | Nagyon vadon 3.                   | Open Season 3                                 | Roberto                                    | Animációs film; Szinkronhang                         |
| 2010 |                                   | LiL DPC: The World of Richard P. Cummings Jr. | Richard P. Cummings Sr.                    | Rövidfilm                                            |
| 2011 | Nem írnek való vidék              | Kill the Irishman                             | Mike Frato                                 | Steven R. Schirripa néven szerepel a stáblistán      |
| 2011 |                                   | LiL DPC 2: The Life of a Don                  | Richard P. Cummings Sr.                    | Rövidfilm                                            |
| 2013 |                                   | A Poet Long Ago                               | Sonny                                      | Rövidfilm                                            |
| 2014 |                                   | Jersey Boys                                   | Vito                                       |                                                      |
| 2014 | Repcsik: A mentőalakulat          | Planes: Fire & Rescue                         | Steve                                      | Animációs film; Szinkronhang                         |
| 2015 |                                   | Chasing Yesterday                             | Ed atya                                    |                                                      |

### Televízió
| Televízió | Televízió                                                         | Televízió                                | Televízió                  | Televízió |
| Év        | Magyar cím                                                        | Eredeti cím                              | Szerep                     | Megjegyzés |
| --------- | ----------------------------------------------------------------- | ---------------------------------------- | -------------------------- | --- |
| 1998      | Chicago Hope Kórház                                               | Chicago Hope                             | Biztonsági őr              | Televíziós sorozat; 1 epizód |
| 1999      | Férjek gyöngye                                                    | The King of Queens                       | Éttermi ültető             | Televíziós sorozat; 1 epizód |
| 1999      | Pensacola – A név kötelez                                         | Pensacola: Wings of Gold                 | Tony                       | Televíziós sorozat; 1 epizód |
| 1999      |                                                                   | Angel                                    | Benny                      | Televíziós sorozat; 1 epizód |
| 2000      |                                                                   | Battery Park                             | Anthony                    | Televíziós sorozat; 2 epizód |
| 2000-2007 | Maffiózók                                                         | The Sopranos                             | Bobby Baccalieri           | Televíziós sorozat; 52 epizód; Steven R. Schirripa néven szerepel a stáblistán 1 díj és több jelölés (Lásd: Díjai és elismerései szakasz) |
| 2000      | Ha nem jön a holnap                                               | Kiss Tomorrow Goodbye                    | Rendőr                     | Tévéfilm |
| 2000      |                                                                   | Big Sound                                | Russell                    | Televíziós sorozat; 1 epizód |
| 2001      | Fekete skorpió                                                    | Black Scorpion                           | Gyűjtő                     | Televíziós sorozat; 1 epizód |
| 2002      | A sportriporter                                                   | Monday Night Mayhem                      | Sal                        | Tévéfilm |
| 2003      |                                                                   | Columbo                                  | Freddie                    | Televíziós sorozat; 1 epizód; Steven R. Schirripa néven szerepel a stáblistán                                                             |
| 2003      |                                                                   | George Lopez                             | Tommy Durango              | Televíziós sorozat; 1 epizód; Steven R. Schirripa néven szerepel a stáblistán                                                             |
| 2003      | Különleges ügyosztály (Esküdt ellenségek: Meggyalázott áldozatok) | Law and Order: Special Victims Unit      | Paulie Obregano            | Televíziós sorozat; 1 epizód; Steven R. Schirripa néven szerepel a stáblistán                                                             |
| 2003      | Életem értelmei                                                   | My Wife and Kids                         | Biztosítási ügynök         | Televíziós sorozat; 1 epizód |
| 2003      |                                                                   | Ed                                       | Sandy Buckman              | Televíziós sorozat; 1 epizód; Steven R. Schirripa néven szerepel a stáblistán                                                             |
| 2004      | Esküdt ellenségek                                                 | Law & Order                              | Frederico „Books” Libretti | Televíziós sorozat; 1 epizód; Steven R. Schirripa néven szerepel a stáblistán                                                             |
| 2004      |                                                                   | Star Trek: Enterprise                    | Carmine                    | Televíziós sorozat; 2 epizód; Steven R. Schirripa néven szerepel a stáblistán                                                             |
| 2004      |                                                                   | Joey                                     | Benzinkút főnöke           | Televíziós sorozat; 1 epizód; Steven R. Schirripa néven szerepel a stáblistán                                                             |
| 2005      | Az igazság ligája                                                 | Justice League                           | Cecil                      | Rajzfilmsorozat; 1 epizód; Steven R. Schirripa néven szerepel a stáblistán                                                                |
| 2007      |                                                                   | The Podge and Rodge Show                 |                            | Televíziós sorozat; 1 epizód |
| 2008      |                                                                   | A Muppets Christmas: Letters to Santa    | Maffiózó                   | Tévéfilm |
| 2008      | Cserecsapat                                                       | The Replacements                         |                            | Rajzfilmsorozat; 1 epizód; szinkronhang                                                                                                   |
| 2008      | Csillagkapu: Atlantisz                                            | Stargate: Atlantis                       | Pókerjátékos               | Televíziós sorozat; 1 epizód |
| 2008-2013 | Az amerikai tini titkos élete                                     | The Secret Life of the American Teenager | Leo Boykewich              | Televíziós sorozat; 110 epizód; Steven R. Schirripa néven szerepel a stáblistán                                                           |
| 2009      |                                                                   | Circledrawers                            | Human Protector            | Tévéfilm |
| 2009      | Ki ez a lány?                                                     | Ugly Betty                               | Frankie Burrata            | Televíziós sorozat; 1 epizód; Steven R. Schirripa néven szerepel a stáblistán                                                             |
| 2009      |                                                                   | Aqua Teen Hunger Force                   | Terry partnere             | Rajzfilmsorozat; 1 epizód; szinkronhang                                                                                                   |
| 2009      | Én a tied, pénz a mienk                                           | My Fake Fiance                           | The Monkey                 | Tévéfilm; Steven R. Schirripa néven szerepel a stáblistán                                                                                 |
| 2009      |                                                                   | Face the Ace                             |                            | Televíziós sorozat; 1 epizód |
| 2009      | Tesók                                                             | Brothers                                 | Louie                      | Televíziós sorozat; 3 epizód |
| 2012      |                                                                   | The Soul Man                             | Fanucci lelkész            | Televíziós sorozat; 1 epizód; Steven R. Schirripa néven szerepel a stáblistán                                                             |
| 2012      | Szólíts Fitznek!                                                  | Call Me Fitz                             | Sean                       | Televíziós sorozat; 3 epizód |
| 2013      |                                                                   | Nicky Deuce                              | Frank bácsi                | Tévéfilm |
| 2014      | Amerikai fater                                                    | American Dad!                            |                            | Rajzfilmsorozat; 1 epizód; szinkronhang                                                                                                   |
| 2014      |                                                                   | Black Box                                | Joey Giordano              | Televíziós sorozat; 1 epizód |
| 2015      |                                                                   | Sirens                                   | Jimmy O'Shea               | Televíziós sorozat; 1 epizód |

## Díjai és elismerései
Munkássága során több díjat és elismerést is kapott.
| Év   | Díj                                                      | Kategória | Alkotás címe                | Eredmény |
| ---- | -------------------------------------------------------- | --- | --------------------------- | -------- |
| 2002 | Screen Actors Guild-díj                                  | Legjobb színtársulati alakítás egy drámasorozatban (megosztva: James Gandolfini, Lorraine Bracco, Federico Castelluccio, Dominic Chianese, Michael Imperioli, Drea de Matteo, Edie Falco, Robert Iler, Joe Pantoliano, Jamie-Lynn Sigler, Tony Sirico, Aida Turturro, Steven Van Zandt, John Ventimiglia)                          | Maffiózók                   | Jelölve  |
| 2003 | Screen Actors Guild-díj                                  | Legjobb színtársulati alakítás egy drámasorozatban (megosztva: James Gandolfini, Lorraine Bracco, Federico Castelluccio, Dominic Chianese, Vincent Curatola, Michael Imperioli, Drea de Matteo, Edie Falco, Joe Pantoliano, Jamie-Lynn Sigler, Robert Iler, Tony Sirico, Aida Turturro, Steven Van Zandt, John Ventimiglia)        | Maffiózók                   | Jelölve  |
| 2004 | New York International Independent Film & Video Festival | Legjobb mellékszereplő | What Are the Odds           | Elnyerte |
| 2005 | Screen Actors Guild-díj                                  | Legjobb színtársulati alakítás egy drámasorozatban (megosztva: James Gandolfini, Lorraine Bracco, Steve Buscemi, Dominic Chianese, Vincent Curatola, Drea de Matteo, Michael Imperioli, Robert Iler, Edie Falco, Jamie-Lynn Sigler, Tony Sirico, Aida Turturro, Steven Van Zandt, John Ventimiglia)                                | Maffiózók                   | Jelölve  |
| 2007 | Screen Actors Guild-díj                                  | Legjobb színtársulati alakítás egy drámasorozatban (megosztva: James Gandolfini, Sharon Angela, Lorraine Bracco, Max Casella, Dominic Chianese, Michael Imperioli, Edie Falco, Joseph R. Gannascoli, Dan Grimaldi, Jamie-Lynn Sigler, Robert Iler, Tony Sirico, Aida Turturro, Maureen Van Zandt, Steven Van Zandt, Frank Vincent) | Maffiózók                   | Jelölve  |
| 2008 | Screen Actors Guild-díj                                  | Legjobb színtársulati alakítás egy drámasorozatban (megosztva: James Gandolfini, Greg Antonacci, Lorraine Bracco, Edie Falco, Michael Imperioli, Dan Grimaldi, Arthur J. Nascarella, Jamie-Lynn Sigler, Matt Servitto, Robert Iler, Tony Sirico, Aida Turturro, Steven Van Zandt, Frank Vincent)                                   | Maffiózók                   | Elnyerte |
| 2009 | Accolade Competition                                     | Győztes, megosztva Sergio Myers-szel | Jordon Saffron: Taste This! | Elnyerte |